# 新井宿
新井宿（あらいじゅく）は、埼玉県川口市の大字。郵便番号は333-0826。

## 地理
川口市の中北部に位置し、埼玉高速鉄道線新井宿駅や首都高速川口線新井宿出入口があるなど、神根地区の交通の中心となっている。
2001年（平成13年）には、埼玉高速鉄道線新井宿駅が開業し、急速にマンションなどの建設が進められ、人口は増加傾向にある。町の南部の大半は市街地であるが、北部には農地が多く残り、飛地が多い。また、北部は県立安行武南自然公園の区域でもある。
北部の飛び地には2018年に赤山歴史自然公園（イイナパーク川口）が開園した。
当地域は大宮台地の上に位置し、安行と並んで花卉等の生産などの林業が盛んである。花卉の町の象徴として川口市立グリーンセンターが存在する。

### 地価
住宅地の地価は、2015年（平成27年）1月1日の公示地価によれば、新井宿字諏訪山1112番26の地点で13万7000円/m2となっている。

## 歴史
もとは江戸期より存在した足立郡戸田領に属する新井宿村であった。
- 1871年（明治4年）11月13日 - 第1次府県統合により埼玉県の管轄となる。
- 1879年（明治12年）3月17日 - 郡区町村編制法により成立した北足立郡に属す。郡役所は浦和宿に設置。
- 1889年（明治22年）4月1日 - 町村制施行に伴い、安行領根岸村・安行領在家村・道合村・神戸村・木曾呂村・石神村・赤山村・西新井宿村・新井宿村・内野村・源左衛門新田・赤芝新田が合併し、神根村が成立する。新井宿村は神根村の大字新井宿となる。
- 1940年（昭和15年）4月1日 - 神根村、鳩ヶ谷町、芝村、新郷村が川口市に編入合併される。川口市の大字となる。
- 1941年（昭和16年）4月1日 - 地内に埼玉県川口市立川口中学校（現、埼玉県立川口高等学校）が開校する。
- 1964年（昭和39年）3月12日 - 地内に国際興業バス鳩ヶ谷営業所が移転する。
- 1967年（昭和42年）11月1日 - 地内に「グリーンセンター川口市立花木植物園」（現川口市立グリーンセンター）が開園する。
- 1987年（昭和62年）9月9日 - 地内に首都高速川口線が建設され、開業する。
- 2001年（平成13年）3月28日 - 地内に埼玉高速鉄道新井宿駅が建設され、開業する。
- 2014年（平成26年）6月15日 - 地内に所在した国際興業バス鳩ヶ谷営業所が隣の赤山に移転される。
- 2018年（平成30年）4月3日 - 地内に赤山歴史自然公園およびその関連施設である川口市めぐりの森が開業する。

## 世帯数と人口
2018年（平成30年）3月1日現在の世帯数と人口は以下の通りである。
| 大字   | 世帯数    | 人口    |
| ------ | --------- | ------- |
| 新井宿 | 1,093世帯 | 2,559人 |

## 小・中学校の学区
市立小・中学校に通う場合、学区（校区）は以下の通りとなる。
| 番地 | 小学校               | 中学校             |
| --- | -------------------- | ------------------ |
| 1〜6番地、10番地、13〜31番地、35〜61番地、63〜67番地、69番地 72〜73番地、83〜88番地、93〜107番地、109〜112番地 285〜287番地、298番地、306番地、317〜356番地、358〜389番地 901〜909番地、927〜952番地、990〜991番地、1137〜1147番地 1149〜1195番地、1198〜1227番地、1229〜1238番地 1243〜1248番地、1252〜1253番地、1260番地、1263〜1334番地 1344番地、1346〜1347番地、1349番地 | 川口市立神根東小学校 | 川口市立神根中学校 |
| 7〜9番地、11〜12番地、32〜34番地、62番地、68番地、70〜71番地 74〜82番地、89〜92番地、108番地、113〜284番地、288〜297番地 299〜305番地、307〜316番地、357番地、390〜900番地 910〜926番地、953〜989番地、992〜1136番地、1148番地 1196〜1197番地、1228番地、1239〜1242番地、1249〜1251番地 1254〜1259番地、1261〜1262番地、1335〜1343番地、1345番地 1348番地、1350〜9999番地     | 川口市立神根小学校   | 川口市立北中学校   |

## 交通
- 埼玉高速鉄道線 ■新井宿駅

### 道路
- 首都高速川口線
  - 新井宿出入口
- 埼玉県道105号さいたま鳩ヶ谷線
- 埼玉県道161号越谷川口線
- 東京都道・埼玉県道239号足立川口線

## 施設

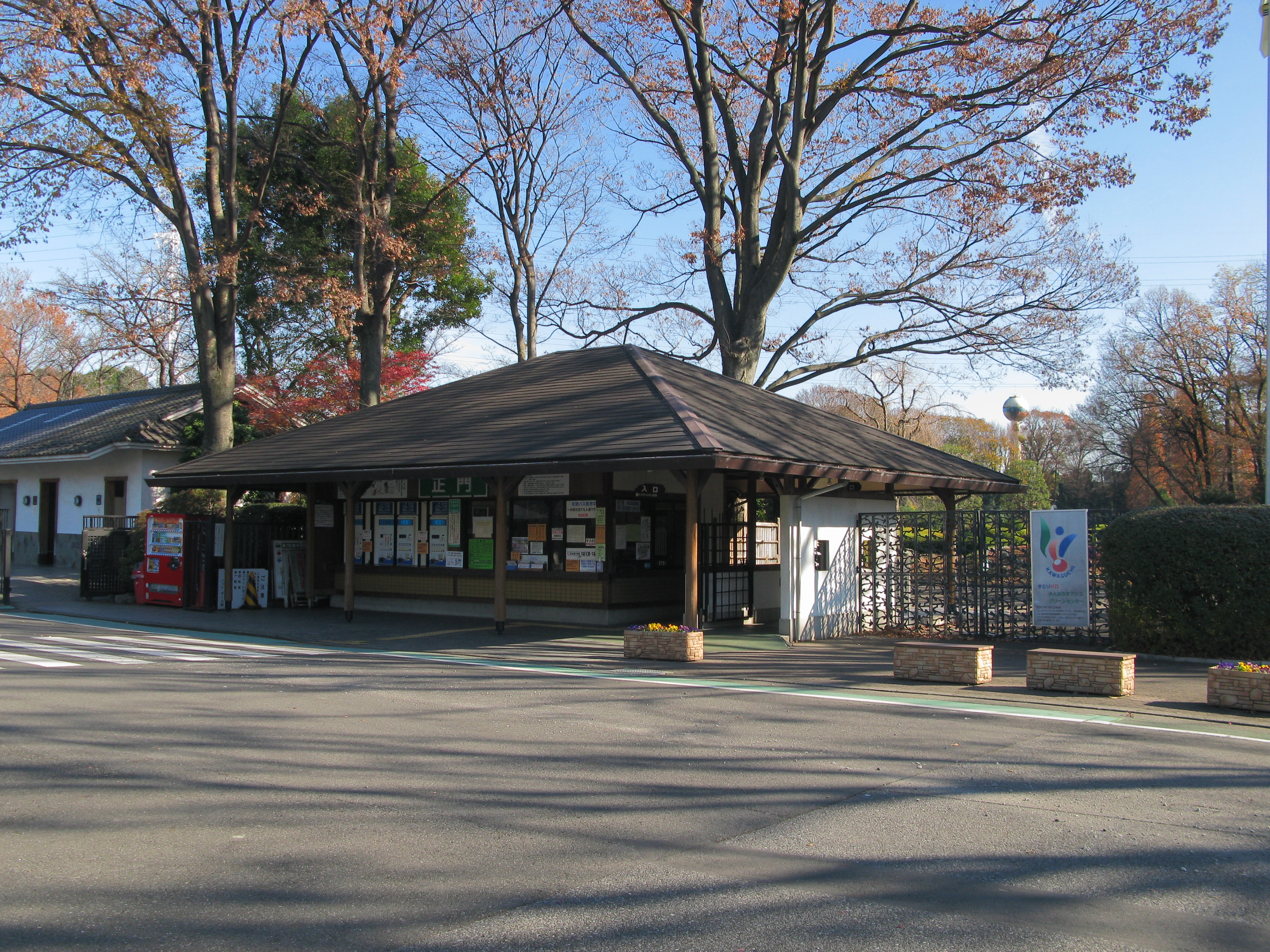
川口市立グリーンセンター（正門）

- 埼玉県立川口高等学校
- 川口市立グリーンセンター
- 川口市立看護専門学校
- 川口星の子保育園
- 新井宿子日神社
- 戎光山 多宝院
- 赤山歴史自然公園
- 川口市めぐりの森（市営火葬場）
- 江川運動公園
- 北新井宿運動公園
- 諏訪山公園

## 関連文献
- 「新井宿村」『新編武蔵風土記稿』 巻ノ139足立郡ノ5、内務省地理局、1884年6月。NDLJP:763997/106。